# Harimurti Kridalaksana
Hubert Emmanuel Harimurti Kridalaksana Martanegara (ur. 23 grudnia 1939 w Ungaran, zm. 11 lipca 2022 w Dżakarcie) – indonezyjski językoznawca. Autor encyklopedycznego słownika Kamus Linguistik i publikacji poświęconych językowi indonezyjskiemu.

## Życiorys
W 1963 roku ukończył studia na Uniwersytecie Indonezyjskim. Podjął studia podyplomowe z dydaktyki językowej na Uniwersytecie Pittsburskim (1971), gdzie był nominowany do programu Fulbright Scholar. W 1973 roku przebywał jako wykładowca wizytujący na Uniwersytecie Michigan. W 1985 roku został laureatem Humboldt Fellow. Zajmował się również badaniami i nauczaniem na Uniwersytecie Johanna Wolfganga Goethego we Frankfurcie nad Menem. W 1987 roku uzyskał doktorat na Uniwersytecie Indonezyjskim.
W 1961 roku został zatrudniony na Uniwersytecie Indonezyjskim, a od 1963 roku wykładał tam historię językoznawstwa i austronezyjskie językoznawstwo historyczno-porównawcze. Rok później zaczął wykładać na Uniwersytecie Atma Jaya i wielu innych uczelniach w kraju. Nauczał także za granicą – we Frankfurcie i Neapolu oraz w Kuala Lumpur i Bangkoku. Był również zewnętrznym egzaminatorem na Uniwersytecie Malaya, Universiti Putra Malaysia, Annamalai University w Indiach i Universiti Brunei Darussalam.
Jego dorobek obejmuje ponad 100 artykułów naukowych i ponad 20 książek z zakresu językoznawstwa. W swoich publikacjach poruszał także zagadnienia z dziedziny socjolingwistyki. Był członkiem organizacji naukowych, zarówno krajowych, jak i zagranicznych (Linguistic Society of America, Masyarakat Linguistik Indonesia, International Association of Cognitive Linguistics).
Redaktor drugiej edycji Kamus Besar Bahasa Indonesia.

## Publikacje (wybór)
- 1977: Kamus sinonim bahasa Indonesia
- 1982: Kamus Linguistik
- 1984: Rintisan dalam linguistik Indonesia kumpulan karangan
- 1985: Tatabahasa deskriptif bahasa Indonesia: sintaksis
- 1986: Kelas kata dalam bahasa Indonesia
- 1987: Beberapa prinsip perpaduan leksem dalam bahasa Indonesia
- 1989: Pembentukan kata dalam bahasa Indonesia
- 1991: Masa lampau bahasa Indonesia: sebuah bunga rampai